# Gangawati
Gangawati (o Gangavati) è una città dell'India di 93.249 abitanti, situata nel distretto di Koppal, nello stato federato del Karnataka. In base al numero di abitanti la città rientra nella classe II (da 50.000 a 99.999 persone).

## Geografia fisica
La città è situata a 15° 25' 60 N e 76° 31' 60 E e ha un'altitudine di 405 m s.l.m..

## Società

### Evoluzione demografica
Al censimento del 2001 la popolazione di Gangawati assommava a 93.249 persone, delle quali 47.202 maschi e 46.047 femmine. I bambini di età inferiore o uguale ai sei anni assommavano a 13.673, dei quali 6.997 maschi e 6.676 femmine. Infine, coloro che erano in grado di saper almeno leggere e scrivere erano 53.529, dei quali 31.461 maschi e 22.068 femmine.